# پلاترووکا
پلاترووکا (به لهستانی:  Platerówka) یک روستا در لهستان است که در گمینا پلاترووکا واقع شده‌است. پلاترووکا ۵۸۰ نفر جمعیت دارد.